# Monsenhor Gil
Monsenhor Gil est une municipalité brésilienne située dans l'État du Piauí.